# Робинсон, Дженсис
Дженис Робинсон (англ. Jancis Robinson; род. 22 апреля 1950, Карлайл) — британская журналистка, винный критик, Master of Wine, колумнист газеты Financial Times.

## Биография
Робинсон окончила престижный колледж, позднее обучалась в Оксфорде. После окончания работала в агентстве путешествий. Перешла работать в журнал Wine & Spirit. Была там ассистентом.
Начиная с 1989 года еженедельно пишет колонку Financial Times о вине. В 84-м награждена титулом Master of Wine и стала первой обладательницей подобного звания среди людей, которые занимаются не виноторговой деятельностью. Являлась главным оппонентом другого известного винного критика Роберта Паркера. Одна из публичных дискуссий между ними о качестве одного из вин затянулась на три года. Является обладателем ордена Британской империи. Имеет звание смотрителя королевского винного погреба. В одном из голосований 2018 года была признана самым авторитетным винным критиком в США и Франции. Основное занятие в последние годы — ведение собственного сайта о напитке. Для оценки использует собственную двадцатибалльную шкалу. Является автором нескольких книг о вине. Одна из них — «Мировой атлас вин» была издана тиражом 4,7 млн копий. Также занимается озвучанием документальных фильмов на канале ВВС. Например, она была голосом в работах об Ольге Корбут, Королевском театре Ковент-Гарден и еврейских ортодоксальных женщинах.
Её муж — Ник Лэндер — также пишет для Financial Times на тему еды и ресторанов. Дженсис Робинсон живёт в Лондоне.